# Набег
Набе́г, наскок, налёт, наезд, натёк — внезапное нападение на противника или вторжение на его территорию, толпой, малым отрядом, один из способов военных (боевых) действий на суше и на море.
Наглый набег, на Руси, называется нахрап.

## История
Набег готовится втайне от неприятеля (противника) и осуществляется стремительным, коротким ударом в целях захвата пленных, уничтожения живой силы врага, нарушения его коммуникаций, разрушения важных объектов и тому подобное. После выполнения поставленной задачи силы, участвовавшие в набеге быстро отходили, чтобы избежать ответного удара. Для проведения набегов чаще всего применялась конница.
На море набег проводился надводными кораблями флота (так называемые набеговые действия). Набеги могли иметь место как в ходе войны, так и в мирное время. Так в X — XVII веках постоянные набеги на южные и юго-восточные рубежи русских земель совершали печенеги, половцы, татары Казанского, Крымского и Ногайского ханств, калмыки, башкиры и другие кочевники (смотрите, например, Крымско-ногайские набеги на Русь). Одной из их главных целей был захват пленных, которых продавали в рабство.
Набеги крымских татар приводили к опустошению и разорению окраин Русского государства, Великого княжества Литовского и Русского и Речи Посполитой. Особенно они учащались во время войн между этими государствами. В связи с этим возникала необходимость содержания вдоль границы значительных воинских сил и строительства сторожевых укрепленных линий — засечных черт. Взятие русскими войсками Казани в 1552 году, присоединение Крыма к России в 1783 году и ликвидация Буджакской орды в 1807 году положили конец татарским набегам.
С возникновением сильных централизованных государств и регулярных армий набеги оставались одним из способов боевых действий вплоть до начала XX в. С образованием сплошных фронтов набеги на сухопутных театрах военных действий утратили своё значение и уже в Первую мировую войну не применялись. Однако многие их черты нашли своё воплощение в налётах (рейдовых действиях), которые, как и набеговые действия на море, широко практиковались в ходе Первой и Второй мировых войн.
Сейчас Налёт — это внезапное нападение разведывательных, диверсионных групп (отрядов) сухопутных войск, партизан (повстанцев) в тылу противника на его штабы, склады, аэродромы, небольшие гарнизоны и другое. Также авиация осуществляет воздушный налёт (в ВС России называется ударами авиации), артиллерия — огневые налёты. В современных вооружённых конфликтах в набеговых действиях военно-морского флота могут широко применяться лёгкие надводные корабли (катера), оснащённые ракетным оружием.

### Цели и задачи набегов
Целью набегов главным образом являлся захват военной добычи и пленных (в том числе и для продажи на восточных невольнических рынках). В отдельных случаях с помощью набегов решались политические задачи, в первую очередь ослабление военного потенциала государства.
Разграбление, преимущественно сельских территорий, а порой и уничтожение целых поселений приводили к хроническому запустению целого ряда уездов и волостей, как с развитым светским служилым (поместным и вотчинным), дворцовым и церковным земледелием, так и с преобладающим черносохным крестьянским землепользованием. В результате набегов заметно сокращались государственные доходы, ухудшалось материальное положение служилых людей и детей боярских в разорённых землях, острогах, посадах и городах. От набегов фактически останавливалась торговля, в том числе и по Волжскому торговому пути. Военный потенциал государства заметно ослабевал из-за резкого усиления тяжести военных служб для различных слоёв населения, так как она фактически продолжалась в течение года без перерыва. К весенне-осенней мобилизации отрядов, на границе добавлялась и охрана от набегов (обычно с поздней осени и по весну следующего года, иногда лето-осень) в результате вынужденной концентрации войска на границах страны. Это порождало серьёзное социальное напряжение в правящей элите и становился неизбежный переход к наступательной политике государства против стран осуществляющих набеги.